# Libbiano (Peccioli)
Libbiano è una frazione del comune italiano di Peccioli, nella provincia di Pisa, in Toscana.

## Geografia fisica
Il borgo di Libbiano è situato in Valdera, a 191 metri d'altitudine su di un poggio marnoso alle cui pendici scorrono i torrenti Melogio e Roglio, formando una piccola valle tra i paesi di Legoli e Ghizzano. Libbiano dista circa 7 km da Peccioli e poco più di 45 km da Pisa.

## Storia
Libbiano ha origini alto-medievali e rientrava nei possedimenti della diocesi di Volterra. Fino al XII secolo la gestione del borgo era assegnata dai vescovi volterrani ai Camaldolesi della badia di San Casciano a Carisio sul Roglio: Libbiano viene nominato nella bolla pontificia di papa Lucio III dell'8 marzo 1181 come possedimento della badia di San Casciano; tale possedimento viene nuovamente confermato da Clemente III con una bolla vergata a Pisa del 17 gennaio 1188.
Nel 1833 il paese di Libbiano contava 275 abitanti, mentre oggi se ne contano solamente 23.

## Monumenti e luoghi d'interesse
- Chiesa di San Pietro apostolo, chiesa parrocchiale della frazione,[3] risale al periodo alto-medievale, essendo ricordata per la prima volta nella bolla papale del 1181.[2] Si presenta oggi in stile barocco, ristrutturata dall'architetto Ignazio Pellegrino. All'interno è conservato un pregevole organo realizzato da Marcello Paoli tra la fine del XIX e i primi anni del XX secolo.[4]

## Cultura
In paese è situato l'osservatorio astronomico di Libbiano, inaugurato il 28 ottobre 2006 con il patrocinio del professor Franco Pacini, noto principalmente per la scoperta dell'asteroide 331011 Peccioli, intitolato in onore del comune, avvenuta nel 2009. All'evento fu dedicato nel 2012 un annullo filatelico.